# Lithocarpus loratifolius
Lithocarpus loratifolius là một loài thực vật có hoa trong họ Cử. Loài này được Phengklai mô tả khoa học đầu tiên năm 2004.